# تريبتونيد
التريبتونيد هو مركب كيميائي موجود في نبات التريبتيريجيوم ويلفوردي، وهو نبات يستخدم في الطب الصيني التقليدي. أشارت تجربة أجريت عام 2021 على الفئران والقرود إلى أن التريبتونيد قد يوفر وسيلة منع حمل عكسية للذكور.

## الاسم العلمي
الاسم العلمي التريبتونيد Triptonide يمكن تفكيكه إلى جذوره اللاتينية/اليونانية لفهم معناه وأصله:

#### 1. Tripto
- مشتق من اسم النبات Tripterygium، الذي ينقسم إلى:
  - Tri: كلمة يونانية تعني "ثلاثة".
  - Pterygium: من الكلمة اليونانية pteryx (πτερυξ) التي تعني "جناح" أو "زعنفة".
  - المعنى الكلي: يشير إلى الأجزاء الثلاثية أو الهيكل الثلاثي للجناح، ربما في شكل الأوراق أو الأزهار.

#### 2. nide
- المقطع -nide عادةً يشير إلى مشتقات كيميائية أو مركبات خاصة مستخرجة من مادة نباتية أو عضوية.
- يمكن أن يكون إضافة تصنيفية في الكيمياء للإشارة إلى نوع معين من المركبات النشطة.

#### المعنى الكامل:
يشير اسم التريبتونيد إلى مركب مستخرج من نبات تريبترجيم ويلفوردي، الذي يتميز بهيكله الثلاثي الشبيه بالجناح. الاسم يعكس المصدر النباتي والتركيب الكيميائي الفريد.